# Palau Contarini Fasan

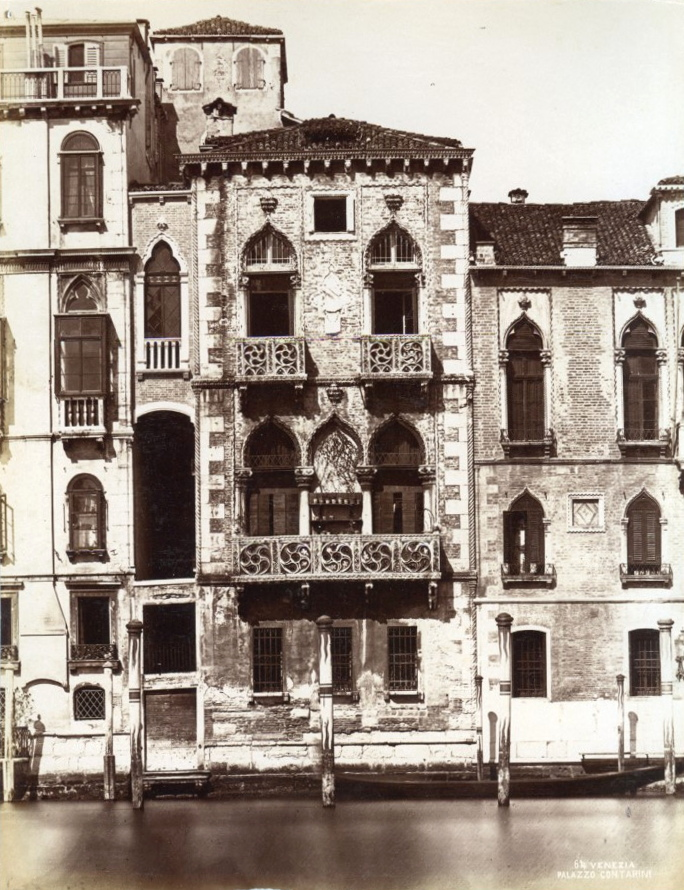
El palau al segle XIX

El Palau Contarini Fasan, és un palau venecià, situat al districte de San Marco i amb vistes al Gran Canal.

## Història
El Palazzo Contarini és un peculiar edifici del segle XV que va pertànyer a la família Contarini. Al llarg dels segles, ha estat afectat per una llegenda que tradicionalment la converteix en la llar de Desdèmona, un personatge de l'Otel·lo de Shakespeare.

## Arquitectura
És un edifici petit, amb una façana alta.L'orometria, màxima expressió de l'arquitectura gòtica veneciana, destaca els tres nivells: a la planta baixa consta de tres petites finestres rectangulars (no hi ha accés a l'aigua); al primer pis una finestra d'arc apuntat trifàlic amb balcó, les obertures del qual estan sostingudes per columnes de pedra blanca; al segon pis dues finestres apuntades monofàliques.Entre les dues finestres monófores, sota una petita obertura quadrada, hi ha un gran escut d'armes de la família Contarini en baix relleu.

La part superior de la façana està travessada per una cornisa dentada, sota la qual sobreviuen rastres dels frescos del segle XV que antigament n'embellien la superfície.A l'esquerra, un "pas elevat" connecta el palau amb l'edifici adjacent: una característica peculiar és la presència d'una finestra gòtica d'una sola llanceta, seguint el model de les de la façana.

Detalls de la façana a les fotos de Paolo Monti, 1969
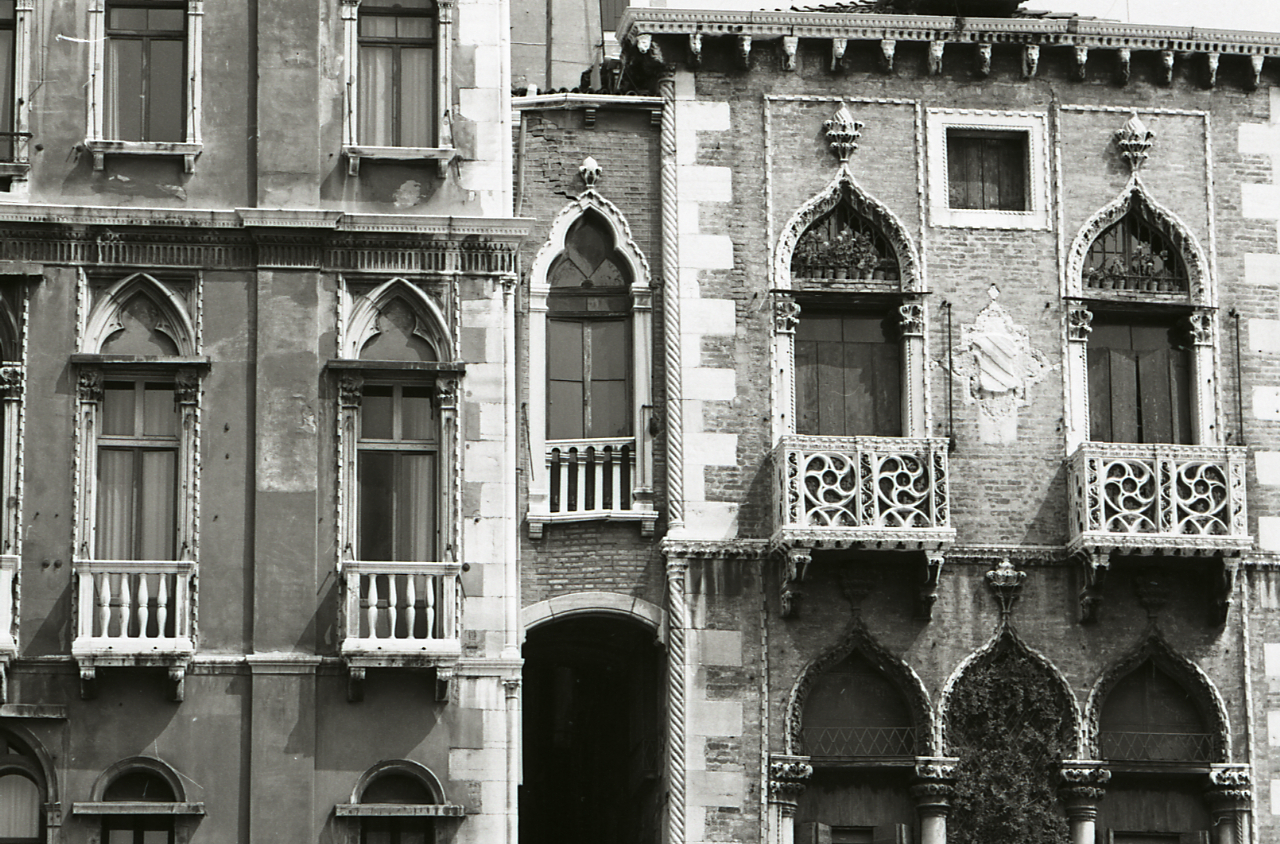
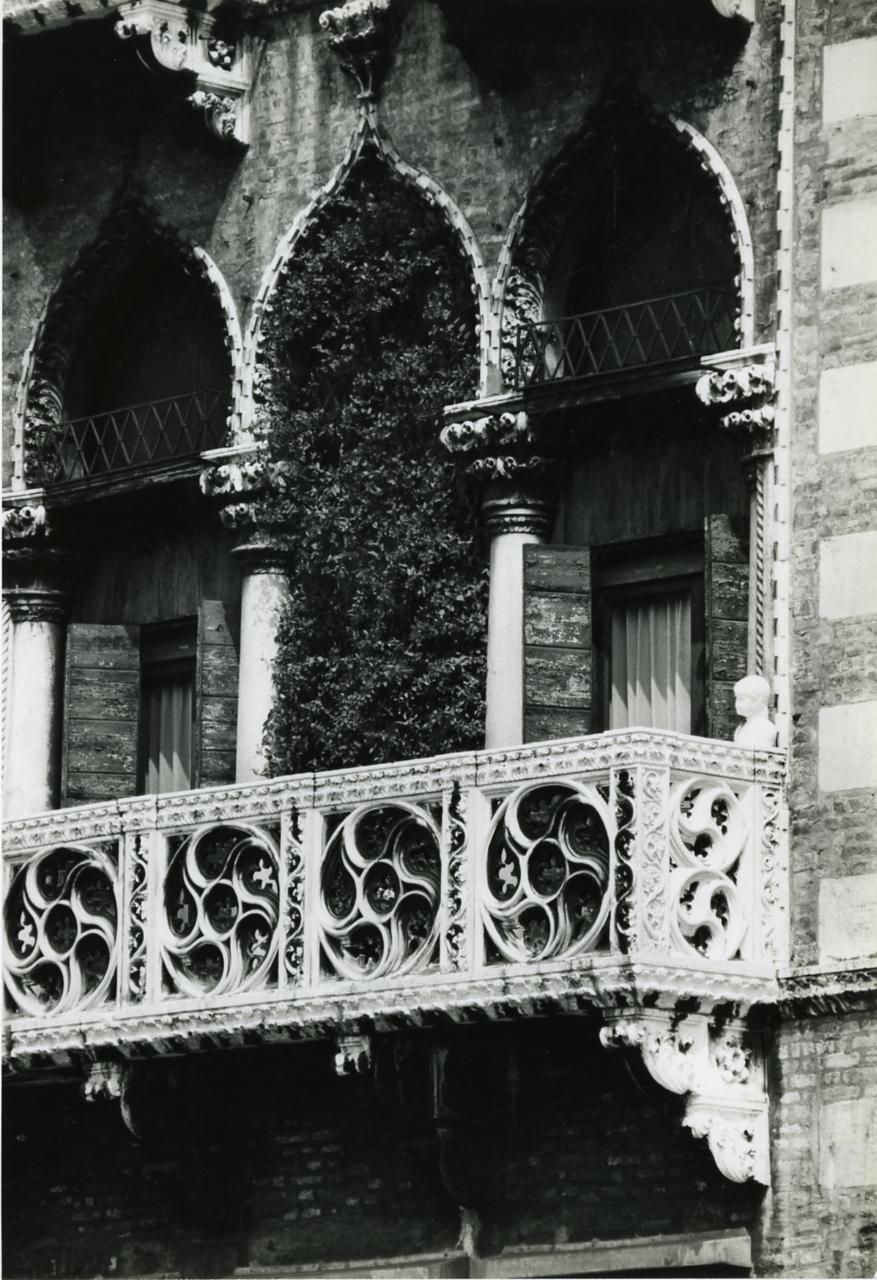
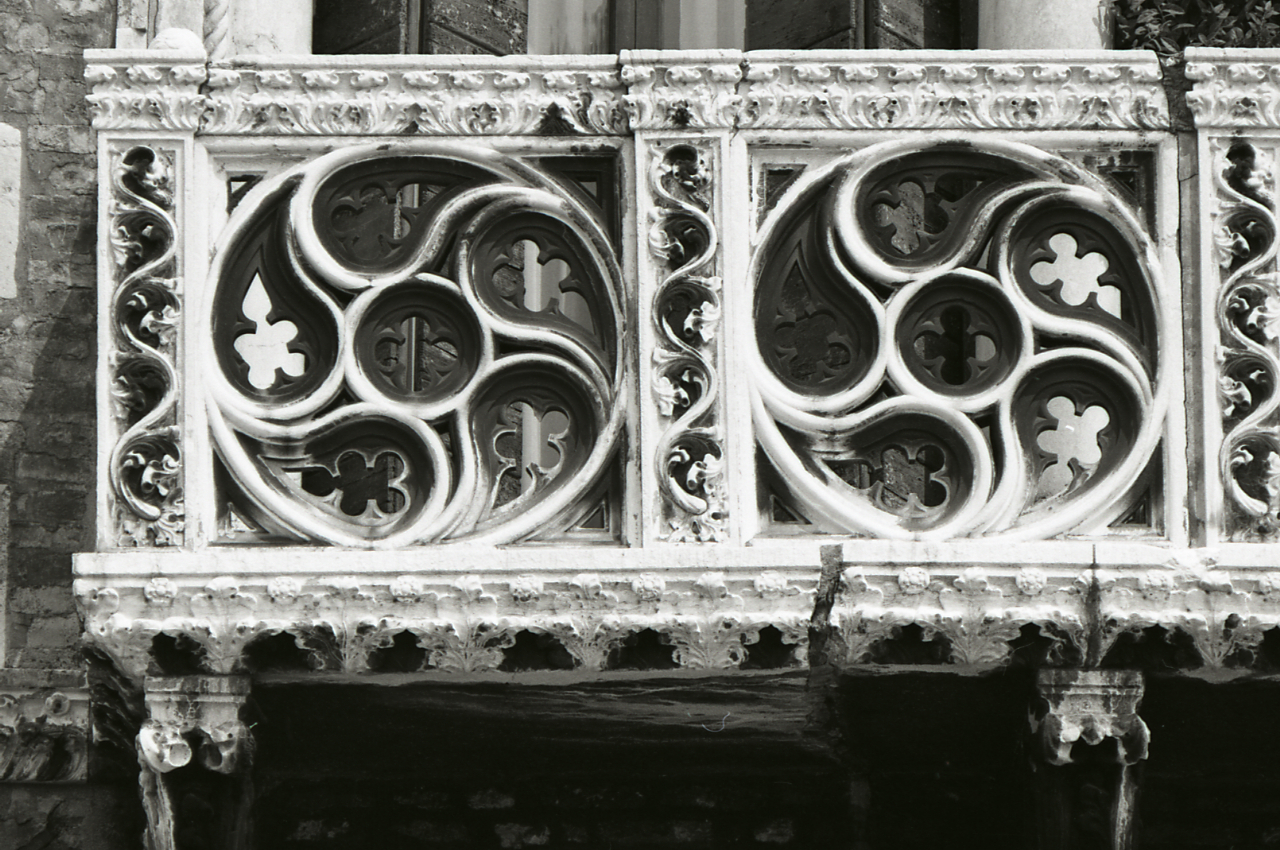